# Aspalathus psoraleoides
Aspalathus psoraleoides là một loài thực vật có hoa trong họ Đậu. Loài này được (C.Presl) Benth. miêu tả khoa học đầu tiên.